# آنتا پونکو (جونین)
آنتا پونکو (به اسپانیایی: Anta P'unqu) یک کوه در پرو است که در Peru, Lima Region واقع شده‌است. آنتا پونکو ۴٬۸۰۰ متر بالاتر از سطح دریا واقع شده‌است.